# Teredorus albimarginus
Teredorus albimarginus is een rechtvleugelig insect uit de familie doornsprinkhanen (Tetrigidae). De wetenschappelijke naam van deze soort is voor het eerst geldig gepubliceerd in 1996 door Zheng & Zhou.